# Hentai Kamen 2 – Abnormal Crisis
Hentai Kamen 2 – Abnormal Crisis (japanisch HK 変態仮面 アブノーマル・クライシス HK Hentai Kamen Abunōmaru Kuraishisu) ist ein japanischer Superheldenfilm aus dem Jahr 2016, der eine Fortsetzung zum 2013 erschienenen Film Hentai Kamen darstellt. Wie schon im Vorgänger setzt der Film auf komödiantische Elemente und parodiert die klassischen Filme „ernsthafter“ Superhelden der letzten Zeit.
Als Vorlage für das Drehbuch diente Keishû Andôs Manga Ultimate!! Hentai Kamen (Originaltitel „Kyuyoku!! Hentai Kamen“).

## Handlung
Einige Jahre sind vergangen. Kyosuke Shikijo, der als Superheld Hentai Kamen das Böse mit Hilfe der Höschen seiner Angebeteten Aiko Himeno bekämpfte, ist inzwischen Student. Nebenher versucht er sich als Pizzabote etwas dazu zu verdienen. Allerdings verliert er diesen Job, als er sich während eines Botengangs in sein Alter Ego Hentai Kamen verwandelt, um Diebe nicht davonkommen zu lassen. Auf der anderen Seite versucht er immer noch, seine Freundin Aiko davon zu überzeugen, dass er kein Perversling ist. Aiko, die verärgert ist über Kyosukes Besessenheit von Höschen, signalisiert ihm eines Tages, dass sie ihm ihre Slips nicht länger zur Verfügung stellen will, und er aufhören solle, Hentai Kamen zu sein, weil die Polizei dazu da sei, sich um Verbrecher zu kümmern. Somit geht Kyosuke nicht nur der wichtigste Teil seines Kostüms verloren, schwer zu schaffen macht ihm auch, dass Aiko sich offensichtlich von ihm zurückzieht. Als die neue Biologielehrerin Ayata Sensei Kyosuke gesteht, dass sie Gefühle für ihn hat, schmeichelt ihm das zwar, trotzdem macht er ihr deutlich, dass er mit Aiko zusammen sei. Etwas später kommt es zu einem Missverständnis, das Aiko glauben lässt, zwischen Kyosuke und der Lehrerin laufe etwas.
Tadashi Makoto, ein Studienkollege, beäugt Aikos Beziehung zu Kyosuke schon seit längerer Zeit argwöhnisch und hat einen regelrechten Hass auf Kyosuke entwickelt. Deshalb lässt er sich auch von Kyosukes größtem Feind Tamao Ogane, von dem jeder glaubt, er habe eine Explosion nicht überlebt, benutzen, um Kyosuke auszuspionieren. Außerdem fordert Kyosukes eingeschworener Feind Mr. Vacuum seine Anhänger auf, alle getragenen Höschen, deren sie habhaft werden können, zu stehlen, in der Hoffnung, Hentai Kamen so für immer loszuwerden. Mittels eines riesigen einem Staubsauger ähnlichem Gerätes saugen Vacuums Helfershelfer, daraufhin alle Höschen ein. All diese Umstände lassen Kyosuke in eine tiefe Krise stürzen. Er zieht sich zurück, um dann ganz von der Bildfläche zu verschwinden. Auch will er sich darüber klar werden, ob er überhaupt noch ein Superheld sein will. In dieser Zeit trifft er einen Mann, der als perverser Einsiedler gilt. Noch weiß Kyosuke nicht, dass der Geist seines toten Vaters ihn dorthin geschickt hat, damit er dazulernen kann. Letztendlich stellt sich dann auch noch heraus, dass es sich bei dem Perversen um Kyosukes Großvater handelt. Als Abschiedsgeschenk erhält er von dem alten Mann eine rote Dämonenmaske mit einer langen Nase, die ihm später im Kampf gegen Tamao Ogane noch sehr gute Dienste leistet.
Die Vorkommnisse der letzten Zeit sind für Kyosukes bisher größten Widersacher Tamao Ogane, der eigentlich einer Explosion zum Opfer gefallen ist, die niemand überleben kann, ein Grund, genau jetzt aufzutauchen und Hentai Kamen regelrecht dazu zu zwingen, wieder aktiv zu werden. Auf einer Brücke setzt der Superheld sich erst einmal mit Mr. Vacuum und seinen Schlägern auseinander. Mr. Vaccum macht es ihm zwar besonders schwer, letztendlich behält Hentai Kamen aber trotz aller Tricks der Gegenseite die Oberhand. Nachdem es Kyosuke jedoch nicht gelungen ist, seinen Gegner Dynoson zu schlagen, was ihn viel Kraft gekostet hat, setzt er alles daran Dynson 2 und seine Helfershelfer zu Boden zu zwingen. Tatsächlich ziehen sie diesmal den Kürzeren gegen Hentai Kamen, der einen nach dem anderen Angreifer ausschaltet, indem er es immer wieder schafft, sie die Kraft seines Elektroschocks austeilenden Gemächts spüren zu lassen. Wobei ihm Dynoson 2 ein besonderer Dorn im Auge ist, da er Aiko in seine Gewalt gebracht hat. Der große Kampf gegen Tamao Ogane, fordert dann aber alles von Hentai Kamen. Ogane, dessen Körper nur noch aus Maschinenteilen besteht, da einzig sein Kopf die Explosion überlebt hat, hat wiederum Kyosukes schwächsten Punkt genutzt. Er hat Aiko erneut entführen lassen, um seinen Gegner umso angreifbarer zu machen. Hentai Kamen bleibt nur, diesen außergewöhnlichen und außergewöhnlich listigen Gegner von innen zu bekämpfen und zu zerstören. In einem passenden Moment wirft er sich in Oganes riesigen Robotermund und gleitet durch dessen mit Zahnrädern gespickten Körper, um in seiner Leistengegend zu landen. Hier entfacht er riesige, sich vereinigende Feuerbälle, in denen Tamao Ogane sein Ende findet. Kyosuke und Aiko aber haben diese teils gemeinsam erlebten gefährlichen Kämpfe wieder näher zusammengebracht, was für den Helden das Wichtigste ist.

## Produktion

### Hintergrund
Das in Japan legendäre Manga Ultimate!! Hentai Kamen wurde im goldenen Zeitalter von Weekly Shonen Jump von 1992 bis 1993 serialisiert. Die Vorlage erzeugte einen Strudel der Aufregung bei Kindern und der Kritik bei Erwachsenen. Einzigartig ist es, dass ein Höschen, das von einer geliebten Person stammt, den Helden in die Lage versetzt, das Böse zu besiegen. Ryohei Suzuki, der die Titelrolle spielt, brachte der komödiantische Heldenfilm viel Erfolg ein. Die Begeisterung beschränkte sich nicht nur auf Japan, sondern übertrug sich auch auf andere asiatische Länder. Der Film konnte sogar einige Auszeichnungen einsammeln.

### Veröffentlichung
Die Veröffentlichung des Films in Japan erfolgte über Tōei am 14. Mai 2016. In Taiwan war der Film erstmals am 27. Mai 2016 zu sehen und in Singapur am 28. Juli 2016. Veröffentlicht wurde er zudem in Russland, Schweden, im Vereinigten Königreich sowie in den Vereinigten Staaten. Der englische beziehungsweise internationale Titel des Films lautet Hentai Kamen: The Abnormal Crisis. In Deutschland erschien der Film unter dem Titel Hentai Kamen 2 – Abnormal Crisis als DVD-Premiere beziehungsweise Blu-ray am 25. November 2016. Herausgegeben wurde er von der Filmconfect Home Entertainment GmbH. Der Film enthält eine deutsche Tonspur und wählbare deutsche Untertitel.
Auf folgenden Festivals wurde der Film vorgestellt:
- 06. Juli 2016: Neuchâtel International Fantastic Film Festival in der Schweiz
- 06. Juli 2016: New York Asian Film Festival in den USA
- 30. Juli 2016: Fantasia International Film Festival in Kanada
- 22. September 2016: Fantastic Fest in den USA
- 09. Oktober 2016: Absurde Seance in Frankreich
- 29. Oktober 2016: Lund Fantastisk Film Festival in Schweden

Im Juni 2017 wurde Hentai Kamen 2 – Abnormal Crisis im Rahmen der Tele-5-Reihe Die schlechtesten Filme aller Zeiten gezeigt.

## Rezeption

### Kritik
James Hadfield bewertete den Film in der Japan Times mit 3 von 5 Sternen, sein Resümee lautete: „Für einen schnellen Schuss trashigen Comic-Blödsinns sollte dieses hausgemachte Produkt seinen Zweck gut erfüllen.“
Christian Siegel schrieb über den Film bei A life in 24 fps, er habe gehofft, dass in der Fortsetzung einige immer gleiche Gags nicht mehr vorkommen würden und genau das sei geschehen, sodass The Abnormal Crisis noch mehr Spaß biete als der erste Film. Die Grundidee des Films funktioniere auch beim zweiten Mal recht gut, was hauptsächlich auf die Tatsache zurückzuführen sei, dass wirkliche viele neue Ideen, neue Gegner usw. entwickelt worden seien, wodurch der zweite Film noch abwechslungsreicher und damit auch unterhaltsamer geworden sei. Etwas zu lang sei die Laufzeit des Films geraten.
Sebastian Rothe befasste sich auf der Seite AnimeNachrichten mit dem Film und stellte fest, dass es viele Superhelden gebe und auch immer mehr Filme über sie gedreht würden. Auch in Japan gebe es natürlich einige Live Action-Filme zu diesen Helden, die aber meist etwas anders wären. So eben auch Hentai Kamen, „denn in der Fortsetzung Hentai Kamen 2 – The Abnormal Crisis [müsse] der mit Frauenschlüpfern maskierte perverse Superheld, die Welt wieder retten und seine Feinde besiegen“. Doch zeige der Film „dabei deutlich, dass er eine Parodie“ sei und „das Genre nicht so ernst“ nehme. Trotzdem spiele er natürlich auch in der Fortsetzung mit den „typischen Klischees eines Superheldenfilms“. Auch Rothe befand, der Film sei mit seinen knapp zwei Stunden Laufzeit, vielleicht etwas zu lang, aber immerhin bekomme man dafür auch „mehr Handlung geboten“, auch wenn diese nicht immer „überzeugen“ könne. Rothes Fazit lautete: „Hentai Kamen 2 – The Abnormal Crisis ist eine würdige Fortsetzung. Wie schon der erste Teil ist auch das Sequel sicherlich nicht so Mainstream tauglich und hat ein gewissen Trashpotenzial. Dafür ist der Film aber immer noch zu gut produziert. So bekommt man knapp 2 Stunden, interessante Superhelden Unterhaltung. Die sicherlich etwas zu lang ist.“
Anna Li kam auf der Seite Caramie’s Zone zu dem Ergebnis, dass der zweistündige Film in der zweiten Hälfte einige Längen aufweise. Li vermutete, dass der Fortsetzungsfilm ein höheres Budget als der erste Film gehabt habe, was zu aufwendigeren Actionszenen geführt habe. Die Qualität der Spezialeffekte sei weniger gut. Zwar sei die Fortsetzung nicht so gut wie der erste Film, bleibe aber immer noch ein Muss, wenn man die Chance habe, den Film sehen zu können.
James Mudge gab dem Film auf der Seite easternkicks.com vier von fünf möglichen Sternen und meinte, es werde nicht lange dauern, bis Neulinge der Serie erkennen würden, worauf sie sich mit Hentai Kamen 2: The Abnormal Crisis eingelassen hätten. Der Film wirke wie eine Art versauter Cousin der Power Rangers oder vielleicht Spiderman 2, dem er in vielerlei Hinsicht ähnele, auch sei er mit einem bewaffneten Oktopus-Bösewicht ausgestattet. Abnormal sei sicherlich eine treffende Beschreibung für den Film, obwohl er dem richtigen Zuschauer eine Menge Spaß bringen könne und der Regisseur es auf unterhaltsame Weise schaffe, den Wahnsinn mit vielen ausgesprochen unkonventionellen Kampfszenen und Action durchzuhalten. Möglicherweise sei das Seltsamste an dem Film, dass er trotz all seiner Verrücktheit ein wirklich großes Herz habe und es irgendwie schaffe, seinen Protagonisten zu einem sympathischen und unglaublich ernsthaften Kerl zu machen.
Asokan Nirmalarajah von der Filmstarts-Redaktion vergab 2½ von 5 möglichen Sternen und verwies auf den Vorgängerfilm aus dem Jahr 2013, der bereits ein „skurriler Spaß“ gewesen sei. Diese Fortsetzung bleibe „dem albern-pubertären Humor des Originals treu“, setze dazu aber „auf aufwendigere visuelle Effekte. Im Vergleich zum Vorgänger nutz[e] sich der Kuriositätsfaktor angesichts wenig wirklich neuer Ideen diesmal aber spürbar schneller ab.“ Hentai Kamen wirke „auf den ersten Blick wie überdrehtes, schlecht gespieltes Trashkino – allerdings mit dem feinen Unterschied, dass sich hier hinter dem albernen Konzept ein ziemlich intelligenter Genre-Kommentar versteck[e]. Denn in erster Linie glänz[e] der Film mit einem konsequenten satirischen Blick auf das bizarre Verhältnis der japanischen Kultur zur Sexualität.“
Beatrice Behn vertrat auf der Seite kino-zeit die Ansicht, auch wenn die Inhaltsbeschreibung der Hentai-Kamen-Reihe „ein bisschen gaga“ klinge, sollte man die Reihe „keinesfalls unterschätzen“. Hier handele „es sich nicht um einen dümmlich-albernen Film, sondern eine wunderbare Satire, eine Persiflage auf die Flut der Superheldenfilme, wie sie wahrlich nur aus Japan stammen könnte. Die ganze Idee von Supermächten und Menschenrettern nimmt dieser Film hier auseinander“. Abschließend schrieb Behn: „Zwei Dinge sind nach dem Sehen von Hentai Kamen 2 — The Abnormal Crisis klar: 1.) Japaner machen immer noch die besten und absurdesten Monsterfilme. Und 2.) Hentai Kamen ist bei weitem der interessantere Spiderman.“
Die Redaktion von Film-Momatic Reviews kam zu dem Ergebnis, dass Superheldengeschichten derzeit groß in Film und Fernsehen ankommen würden und enorme Einspielergebnisse erzielten. Nehmen wir einmal Hentai Kamen, einen Superhelden, der ein Höschen auf dem Kopf trägt, das ihm sexuelle Kräfte verleiht. Bereits der erste Ausflug des Helden 2013 war ein Sleeper-Hit in Japan und gilt aufgrund seiner unglaublich bizarren Prämisse und der Verdrängung von Superhelden-Klischees weltweit als Kultklassiker. Und jetzt haben wir die lang erwartete Fortsetzung. Wird sie so gut wie das Original sein oder wird das gebrauchte Höschen abgenutzt sein? Schon der erste Film habe schleppende 105 Minuten gedauert, man stelle sich also vor, wie es sich anfühle, wenn die Fortsetzung zwei Stunden dauert. Ehrlich gesagt fühlt es sich gar nicht mal langsamer an. Yuichi Fukadas Regie zahle sich ebenfalls auf verschiedene Weise aus. Die Verweise auf frühere Superheldenfilme seien großartig, besonders die zu Spider-Man 2. Amüsante Cameos bekannter Schauspieler wie Hirofumi Arai und Kyosuke Yabe trügen ebenfalls zum Spaß bei. Allerdings hätten sich die Probleme des ersten Films hier fortgesetzt, plus einiger weiterer, die den Film zu einer eher minderwertigen Fortsetzung machten. Immerhin sorge der Film für eine unterhaltsame Zeit im Kino.
Jim Morazzini bewertete den Film auf der Seite Voices From the Balcony und mutmaßte, dieser habe es sich zur Aufgabe gemacht, den ersten Film zu toppen, ohne über die PG-13-Perversion hinauszugehen. Wieder einmal würden Superhelden im Allgemeinen und Spiderman im Besonderen auf HK2: The Abnormal Crisis abfärben. Morazzini bekannte, dass er HK2 viel mehr gemocht habe als das Original. Auch Morazzini befand den Film mit zwei Stunden zwar etwas lang, meinte aber, es gebe so viele amüsante Elemente, dass er sich nie wirklich hinziehe. Fans von Superheldenfilmen, die Sinn für Humor haben, sollten mit diesem Film eine tolle Zeit haben. Der Film erhielt 4½ von fünf möglichen Sternen.

### Auszeichnung
Brussels International Fantastic Film Festival (BIFFF) 2017
- Nominierung für Yûichi Fukuda für den Golden Raven in der Kategorie „Internationaler Wettbewerb“